# Бердичив
Бердичив (укр. Бердичів) град је Украјини у Житомирској области. Према процени из 2024. у граду је живело 74.000 становника.

## Географија

### Клима
| Клима (Бердичив)   | Клима (Бердичив) | Клима (Бердичив) | Клима (Бердичив) | Клима (Бердичив) | Клима (Бердичив) | Клима (Бердичив) | Клима (Бердичив) | Клима (Бердичив) | Клима (Бердичив) | Клима (Бердичив) | Клима (Бердичив) | Клима (Бердичив) | Клима (Бердичив) |
| Показатељ \ Месец  | .Јан.            | .Феб.            | .Мар.            | .Апр.            | .Мај.            | .Јун.            | .Јул.            | .Авг.            | .Сеп.            | .Окт.            | .Нов.            | .Дец.            | .Год.            |
| ------------------ | ---------------- | ---------------- | ---------------- | ---------------- | ---------------- | ---------------- | ---------------- | ---------------- | ---------------- | ---------------- | ---------------- | ---------------- | ---------------- |
| [ тражи се извор ] |                  |                  |                  |                  |                  |                  |                  |                  |                  |                  |                  |                  |                  |

## Становништво
Према процени, у граду је 2012. живело 78.799 становника.
| 1979.  | 1989.  | 2001.  | 2012.  |
| ------ | ------ | ------ | ------ |
| 80.171 | 91.629 | 87.575 | 78.799 |

## Партнерски градови
- Сједлице